# Großsteingrab Ganschendorf
Das Großsteingrab Ganschendorf ist eine megalithische Grabanlage der jungsteinzeitlichen Trichterbecherkultur bei Ganschendorf, einem Ortsteil von Sarow im Landkreis Mecklenburgische Seenplatte (Mecklenburg-Vorpommern).

## Lage
Das Grab befindet sich etwa 1,5 km westlich von Ganschendorf in einem Waldstück am Augraben auf einem Höhenrücken.

## Beschreibung
Die Anlage wurde 1929 beim Bau eines Damms stark beschädigt. Ein Hünenbett und eine steinerne Umfassung wurden nicht festgestellt. Von der Grabkammer sind nur noch vier Tragsteine vorhanden. Der Typ der Kammer lässt sich nicht mehr bestimmen.